# إبراهيم أباد (سردق)
إبراهيم أباد (بالفارسية: ابراهیم‌آباد) هي قرية تقع في إيران في قسم سردق الريفي. يقدر عدد سكانها بـ 92 نسمة .